# Northover Projector

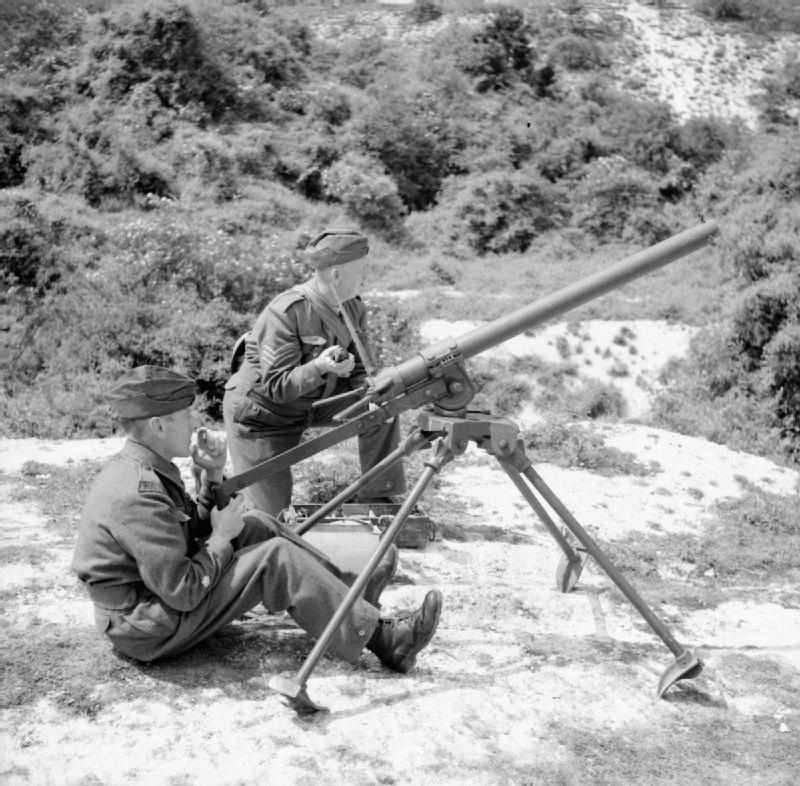
Northover Projector in actie (1941)

De Northover Projector was een Britse lichte mortier met een kaliber van 63,5 millimeter die in 1940 korte tijd werd ingezet. Het ging om een noodoplossing, het inderhaast ontworpen wapen was goedkoop en snel te produceren. Later werd het in de strijd tegen Duitsland ontoereikende wapen alleen nog door de British Home Guard gebruikt. Naarmate er meer effectieve wapens beschikbaar waren, werd de Northover Projector meer en meer vervangen. Alleen de Home Guard en enkele leger- en luchtmachteenheden gebruikten in het midden van de oorlog de Northover Projector nog om vliegvelden te bewaken.
De Northover Projector is gebaseerd op een zeer eenvoudig ontwerp. Het bestaat uit weinig meer dan een stalen buis, een statief voor de stand en trekker. De projectielen waren gewone handgranaten, anti-tank geweergranaten of ontvlambare projectielen. Een kleine voortstuwende lading gaf de nodige gasdruk. Sommige mortieren werden verbeterd door de troepen. Zij verwijderden het statief en vervingen dat door twee wielen zodat het wapen gemakkelijk vervoerd kon worden. Twee vindingrijke leden van de Britse Home Guard ontwikkelden een Northover Projector met een vijfvoudige revolverkamer.
De operationele bemanning bestond uit twee schutters en de commandant.

## Specificaties
- Kaliber: 63,5 millimeter
- Gewicht: 61,2 kilogram
- Buislengte: 914 millimeter
- Mondingssnelheid: 60 meter per seconde
- Effectief tot op 250 meter

De antitankgranaat kon op een afstand van 100 meter een pantser van 50 millimeter doorboren. De hoek van intrede moest dan 90° tussen het doeloppervlak en traject zijn.